# Совка смугаста бахромчата
Сóвка смугáста бахрóмчата — метелик родини Совки (Noctuidae).

## Зовнішній вигляд
Метелик має 39–46 мм розмах крил. Переднє крило блідо-рудувато-охристе, вкрите рудувато-сірими плямами та малесенькими чорними цяточками. Поперек кожного крилі йдуть дві хвилясті темні лінії (англійська вернакулярна назва тварини — double line moth («нічниця — подвійна лінія»). Задні крила рудувато-світло-коричневі.
Дорослі гусениці жовтувато-сіра, з темними плямами, особливо помітними у передній частині спинки; вздовж спинки йдуть декілька темних ліній. Дихальця облямовані чорним.. Лялечка прикріплюється до субстрату догори заднім кінцем за допомогою двох довгих, загнутих на кінці шипів на останньому сегменті тіла.

## Поширення
Ареал виду охоплює більшу частину Палеарктики, крім крайньої Півночі, і включає майже всю Україну, за винятком Криму та Заходу Одещини. 

## Спосіб життя
Імаго активні у нічний  час, із червня до вересня. Вид розвивається у двох поколіннях на рік із літньою діапаузою. Метеликів можна побачити на луках, болотах, в лісах,  садах і парках. Зимує гусінь. На півдня ареалу вид дає два покоління на рік: у  червні-липні, а потім у серпні-вересні.  Гусінь є  поліфагом. Вона живиться листям ожики,  трясучки , грястиці, тонконога, зірочника,  осоки . 

## Значення в природі та житті людини
Подібно до інших біологічних видів, смугаста бахромчата совка є невід'ємною ланкою природних екосистем — споживаючи рослинні тканини і стаючи здобиччю тварин — хижаків та паразитів.
Вид занесений до Червоних списків у декількох землях Німеччини. 